# 리더스아미
리더스아미는 인터넷 교육, 출판, 멀티미디어 컨텐츠 제작과 판매를 하는 종합교육 기업이다.
1998년에 설립되었으며 군무원/장교/부사관 분야의 군 공무원 시험 관련 이러닝 컨텐츠를 제작·판매하고 출판한다.

## 영업 분야
- 이러닝 사업
- 도서 사업